# Menophra fidelensis
Menophra fidelensis är en fjärilsart som beskrevs av Mendes 1909. Menophra fidelensis ingår i släktet Menophra och familjen mätare. Inga underarter finns listade i Catalogue of Life.